# Нови Калапот
Нови Калапот (на гръцки: Αγγίτης, Ангитис, до 1950 Νέον Καλαπότιον, Неон Калапотион) е село в Гърция, дем Просечен.

## География
Селото е разположено на 130 m надморска височина в южните склонове на Щудер, северозападно от Драма, на километър северно от Граменци и на километър северозападно от Кобалища. Край Нови Калапот - бившата Буджак махала се намира пещерата Маара. От нея излиза река Панега, десен приток на Драматица (Ангитис), на която е кръстено днешното село. Над пещерата е Калапотската крепост.

## История
Селото е основано на мястото на бившия Магаре чифлик.
Селото е основано от бежанци след Първата световна война. Според преброяването от 1928 година Нови Калапот е изцяло бежанско село с 33 бежански семейства с 97 души. В 1950 година името на селото е променено на Ангитис.
Населението се занимава с отглеждане на тютюн, жито и други земеделски култури, както и със скотовъдство.
| Година    | 1913 | 1920 | 1928 | 1940 | 1951 | 1961 | 1971 | 1981 | 1991 | 2001 | 2011 | 2021 |
| --------- | ---- | ---- | ---- | ---- | ---- | ---- | ---- | ---- | ---- | ---- | ---- | ---- |
| Население |      | 149  | 149  | 378  | 380  | 402  | 228  | 145  | 95   | 108  | 82   | 52   |